# Maimiti
Maimiti (Maua Tua, Mi-Mitti, Ma Vatua, Isabella, Mainmast). 
Kćerka  tahićanskog  poglavice Tu i pratilja i supruga Fletcher Christiana (25 rujna 1764. – 3. listopada 1793.), vođe pobune na brodu Bounty. Maimiti je živjela s prijelaza iz 18. u 19. stoljeća. Bila je odana Fletcheru sve do njegove smrti 3 listopada 1793., koji ju je s Tahitija poveo sa sobom na otok Pitcairn. Fletcher je Maimiti oženio 6 lipnja 1789.
Britanski pomorci što su 1814. posjetili otok pronašli su od pobunjenika živog samo Johna Adamsa i 9 Tahićanki s djecom. S Maimiti je Fletcher imao sina Thursday October Christiana (14 listopada 1790. – 21 travnja, 1831.). Kada je 1841. na otok pristigao George Gardner, za nju se ružno izrazio napisavši "the most perfect picture of an old hag I ever saw." 
Maimiti je umrla od epidemije za vrijeme Gardnerovog posjeta u dobi između 80 i 90 godina.

## Vanjske poveznice
- Maimiti
- Cast of Characters  Arhivirana inačica izvorne stranice od 5. listopada 2006. (Wayback Machine)